# Manfrini
Antônio Monfrini Neto, mais conhecido como Manfrini (São Paulo, 23 de junho de 1950), é um empresário e ex-futebolista brasileiro, que atuava como meia-atacante.

## Biografia e carreira
Sua carreira teve início em Campinas, pela Ponte Preta, clube que defendeu de 1967 a 1972. Seu primeiro gol foi na vitória da Ponte sobre a AA Votuporanguense por 1 a 0.
Teve uma rápida passagem pelo Palmeiras, pelo qual jogou quatro partidas e marcou quatro gols.
Em 1973, chegou ao clube onde mais se destacou, o Fluminense. Foi o artilheiro do Campeonato Carioca de Futebol daquele ano, com 13 gols, dois dos quais contra o Flamengo na final, sob uma forte chuva — fato que lhe rendeu os apelidos de "Craque da Chuva" e "Gene Kelly", em alusão ao filme Cantando na Chuva.
Nos seus três anos no Tricolor ganhou dois campeonatos cariocas (1973 e 1975), além de chegar a uma semifinal, no Campeonato Brasileiro de 1975.
Dois anos depois, ajudou a conquistar mais um título estadual, e mais uma vez na artilharia. Naquele mesmo ano, transferiu-se para o Botafogo, encerrando uma história de 157 jogos e 61 gols pelo tricolor carioca.
Em 1981, encerrou a carreira em sua cidade natal, defendendo o Clube Atlético Juventus.
Em 2009, o escritor Marcelo Pitanga citou Manfrini como um dos maiores ídolos do Fluminense, em seu livro Fluminense (Meu) Eterno Amor. O jogador assinou o texto da contracapa.
Atualmente, Manfrini mora no Tradicional bairro da Mooca, de onde administrava sua empresa dada como falida, Gráfica Pinhal, dada como falida em agosto daquele ano.

## Títulos
Fluminense
- Campeonato Carioca[4]: 1973 e 1975

Botafogo
- Taça José Wânder Rodrigues Mendes: 1976
- Torneio Ministro Ney Braga: 1976
- Torneio Início do Rio de Janeiro: 1977